# Aichryson parlatorei
Aichryson parlatorei es una especie de planta tropical con hojas suculentas de la familia de las crasuláceas.

## Distribución geográfica
Aichryson parlatorei es un endemismo de las Islas Canarias. Está presente en todas las islas salvo en Lanzarote y Fuerteventura. 

## Descripción
Aichryson parlatorei es una pequeña planta de hasta 10 cm de alto, que pertenece al grupo de especies herbáceas vellosas, con tallos rojizos y pequeñas flores con 8-9 pétalos de color amarillo-dorado, más largos que los sépalos.

## Taxonomía
Aichryson parlatorei fue descrita por Webb ex Bolle y publicado en Bonplandia 7: 244. 1859.
Etimología
Ver: Aichryson
parlatorei: epíteto otorgado en honor de Filippo Parlatore (1816-1877), botánico italiano.